# فيكتوريا هارت
فيكتوريا هارت (بالإنجليزية: Victoria Hart)‏ هي مغنية وعازفة الجاز بريطانية، ولدت في 25 نوفمبر 1988.

## وصلات خارجية
- فيكتوريا هارت على موقع ميوزك برينز (الإنجليزية)
- فيكتوريا هارت على موقع ديسكوغز (الإنجليزية)